# Mastophora felda
Mastophora felda är en spindelart som beskrevs av Levi 2003. Mastophora felda ingår i släktet Mastophora och familjen hjulspindlar. Inga underarter finns listade i Catalogue of Life.